# ズーム・ジャポン
『Zoom Japon』（ズーム・ジャポン）は、日本の情報に特化した、フランスの月刊フリーペーパー。
フランス、ベルギー、スイスで無料配布されている。2010年6月にジャーナリスト・作家であるクロード・ルブランによって、エディション・エディション社（現在のイリフネ・コミュニカシオン）内で創刊された。

## 歴史

### ズーム・ジャポン (フランス)
『Zoom Japon』は、2000年代初頭を境に高まったフランス語圏での日本への関心を背景に、2010年6月にパリのエディション・エディション社（現在のイリフネ・コミュニカシオン）により創刊された。
年間10号の発行は全て広告収入によって運営されており、これにより無料配布が可能となっている。ヨーロッパのフランス語圏3か国（フランス、ベルギーの一部、スイスの一部）にわたって、およそ850か所の配布ポイントを持つ。また、有料の年間購読も用意されており、購読者には送料の負担が求められている。
フランス国内の配布は、パリの日本語新聞『OVNI』のためにエディション・イリフネ社が構築したネットワークを活用している。このネットワークは、1974年にパリに暮らしていたアートディレクターの堀内誠一と、元ジャーナリストのベルナール・ベローによって創刊された、パリの在日コミュニティ向けの最初のミニコミ誌『いりふね・でふね（Ily funet de funet）』を起点としている。

### ズーム・ジャパン (イギリス)
2012年には、ロンドンに拠点を置くエージェンシー aConcept Ltd.との提携により、英語版である『Zoom Japan』（ズーム・ジャパン）が創刊された。紙媒体での発行は2020年まで継続された。

### ズーム・ジャポーネ (イタリア)
2016年には、日本政府観光局（JNTO）の支援を受けて、イタリア語版である『Zoom Giappone』（ズーム・ジャポーネ）が創刊された。創刊号以降は広告収入によってすべての費用がまかなわれ、2020年まで定期的に発行された。

### ズーム・ハポン (スペイン)
2017年1月からは、スペイン語版が年2回のペースで刊行されるようになり、一部の号は現地書店「Aprende Japonés Hoy」のチームとの提携により制作された。このスペイン語版は2020年まで発行が続けられた。

### コロナ禍
2020年4月、新型コロナウイルス感染症の影響による広告収入の減少を受けて、紙版の発行を一時停止し、デジタル版のみを公開した。翌月の2020年5月には、創刊100号を記念して、特別号を5ユーロで販売し、読者に財政的支援を呼びかけた。
これら2号の例外を除き、パンデミック期間中も同誌は月刊の発行ペースと無料配布を維持しつつ、ページ数と配布拠点を縮小して対応した。
新型コロナウイルス感染症による危機を経て、経済活動の再開とともに、従来の出版体制を回復した。一方で、英語版・イタリア語版・スペイン語版の紙媒体での発行はすべて終了した。英語版・イタリア語版は、デジタル版のみ不定期に更新を続けている。

## 編集方針
ページ数は月ごとに異なり、20ページから最大54ページまで変動する。これは、広告収入と、編集部が選定する特集テーマの重要性の双方によって左右される。
無料配布であるにもかかわらず、編集記事と広告の内容を明確に分ける方針を維持しているのは、創刊者の方針に基づく。
コンテンツ作成の基本的な理念のひとつは、日本社会の多様性を反映することにあるとし、「時事」「今月の特集」「文化」「グルメ」「旅」などの各コーナーを通じて、多角的な情報発信をおこなっている。「今月の特集」では、ひとつのテーマを深掘りし、時事性の高い日本関連の話題を8〜16ページにわたって取り上げる。テーマは、映画、政治、社会問題、マンガ・アニメ、観光など多岐にわたる。
2017年以降は年に1回、日本の47都道府県のいずれかを丸ごと1号で特集し、その地域の魅力を紹介している。この特集では、地方紙の紹介、知事へのインタビュー、地元関係者の声なども取り上げられる。2025年までに、広島、北海道、熊本、新潟、沖縄、福島、高知、滋賀の各道県が特集された。
制作には、エリック・レヒシュタイナーやジェレミ・ステラをはじめとするプロのカメラマンが参加。また、ジャンニ・シモーネ、関口涼子、スティーヴ＝ジョン・パウエル、アンヘレス＝マリン・カベジョ、デコート豊崎アリサ、コリーヌ・カンタン、古賀律子、小山ブリジット、クリスチャン・ポラック、パトリック・オノレ、四方田犬彦など、日本に精通した執筆者も多数寄稿している。
取材の特徴のひとつとして、日本の現場で活動する人物に焦点を当て、著名・無名を問わずその声を伝えている点が挙げられる。 創刊以来、谷口ジロー、山田洋次、浅野いにお、是枝裕和、高橋源一郎、隈研吾、ヤマザキマリ、小山薫堂、つげ義春、ピーター・バラカンら第一線で活躍する人物へのインタビューを掲載する一方で、町工場や小売店、農業従事者などへの取材も継続的に行っている。

### 自然災害に関する報道
2010年の創刊以来、日本を襲った主要な自然災害をたびたび取り上げてきた。なかでも、2011年の東北地方太平洋沖地震や2024年の能登半島地震については、10号以上にわたって特集を組んでいる。
2012年3月号では、「大規模災害時における報道の役割」をテーマとした全48ページの特別増刊号が発行された。この号では、池澤夏樹、岩崎貞明、鎌田慧、港千尋、内田樹の5人の作家による寄稿文が掲載された。

### 日本の歴史へのまなざし
日本の歴史をテーマとした特集にも多くの紙面を割いている。真珠湾攻撃（2011年12月号）から徳川家康（2023年5月号）まで、日本における歴史観（2014年5月号）、日仏関係（2015年11月号）、三島由紀夫（2020年11月号）、渋沢栄一（2021年5月号）、満洲国の建国（2022年5月号）など、多様な時代・テーマを取り上げている。
これらの特集では、資料に基づいた記事に加え、専門家へのインタビューも数多く掲載されている。

## その他の活動

### ズーム・ジャポン賞
2012年、その年にフランスで発行された優れた日本の小説およびマンガ作品と、その翻訳を顕彰する「ズーム・ジャポン賞」を創設。授賞式は毎年、パリ国際ブックフェア（Salon du livre de Paris）で開催され、賞金は著者と翻訳者に折半で贈られた。
審査委員長はクロード・ルブランが務め、『Zoom Japon』の読者の中から選ばれた4名が審査員として参加した。
| 年   | 作品   | 作品               | 著者       | 翻訳者                                                           | 出版社             |
| ---- | ------ | ------------------ | ---------- | ---------------------------------------------------------------- | ------------------ |
| 2012 | 小説   | オーデュボンの祈り | 伊坂幸太郎 | コリンヌ・アトラン                                               | フィリップ・ピキエ |
| 2012 | マンガ | 関東平野           | 上村一夫   | サムソン・シルヴァン                                             | カナ               |
| 2013 | 小説   | 掏摸（スリ）       | 中村文則   | ミリアン・ダルトア＝赤穂                                         | フィリップ・ピキエ |
| 2013 | マンガ | 海獣の子供         | 五十嵐大介 | 岡田Victoria朋子                                                 | サルバカン         |
| 2014 | 小説   | 魂込め             | 目取真俊   | ミリアン・ダルトア＝赤穂、ヴェロニク・ペラン、コリンヌ・カンタン | ズルマ             |
| 2014 | マンガ | 百姓貴族           | 荒川弘     | ファビアン・ヴォートラン & Maiko-O                               | クロカワ           |

### シネクラブ
2012年から2020年にかけて、「日本との約束」（Rendez-vous avec le Japon）という日本映画を通して日本を紹介することを目的としたシネクラブを主催していた。上映会は、作品の簡単な紹介、映画上映、そして作品の監督やテーマに関する専門家とのディスカッションで構成されていた。この月例イベントには、園子温、黒沢清、舩橋淳、ジル・クーロン、是枝裕和などの映画監督が登壇し、自作の紹介と観客との交流を行った。
会場は当初、パリにある映画館ラ・パゴドで、2015年11月の閉館までこの上映会を受け入れていた。その後は、ヴィシーのエトワール・パラス映画館に場所を移し、2020年まで継続された。また、2018年と2019年には、パリのル・バルザック映画館でも数回の上映会が行われた。

### 展覧会
2011年、パリのエスパス・ジャポンにて雑誌『ガロ』に関する初の展示を開催した。その後、2013年のパリ国際ブックフェアでは、拡大版となる「ガロ展：歴史の中のひとつの歴史（une histoire dans l’histoire）」を企画・開催した。
2011年3月11日の大震災を受けて、石巻日日新聞の報道活動に敬意を表し（ 同紙は、手書きの壁新聞を市内に掲示するなど、非常時における優れた柔軟性と使命感をもって、重要な情報の発信を継続したことで知られている）、2012年3月に、フランス国立ギメ東洋美術館との共催により、同美術館アネックスで手書き壁新聞とエリック・レクシュタイナーの写真を展示する企画展を開催した。また期間中に、震災時の石巻日日新聞の活動を紹介する討論会もあわせて実施された。
2012年6月、パリのエスパス・ジャポンにて、「熱狂する日本の若者たち 1957–1972（Jeunesse japonaise en ébullition）」と題した展覧会を開催した。本展では、三留理男の写真や、若松孝二をはじめとする関係者の証言、さらに当時の未公開資料を通じて、学生運動の背景とその動機が紹介された。

## 出版
- クロード・ルブラン『Le Japon vu du train』（車窓から見た日本）（2012）
- クロード・ルブラン『Le Japon vu du train』（車窓から見た日本）改訂版（2014）
- クリス・バンティング『Le Japon vu des bars』（バーカウンターから見た日本）（2014）
- クロード・ルブラン『Le Japoscope』（日本年鑑）（2017）
- クロード・ルブラン『Le Japon vu par Yamada Yoji』（山田洋次が見てきた日本）（2022）